# Anarquía de los veinte años

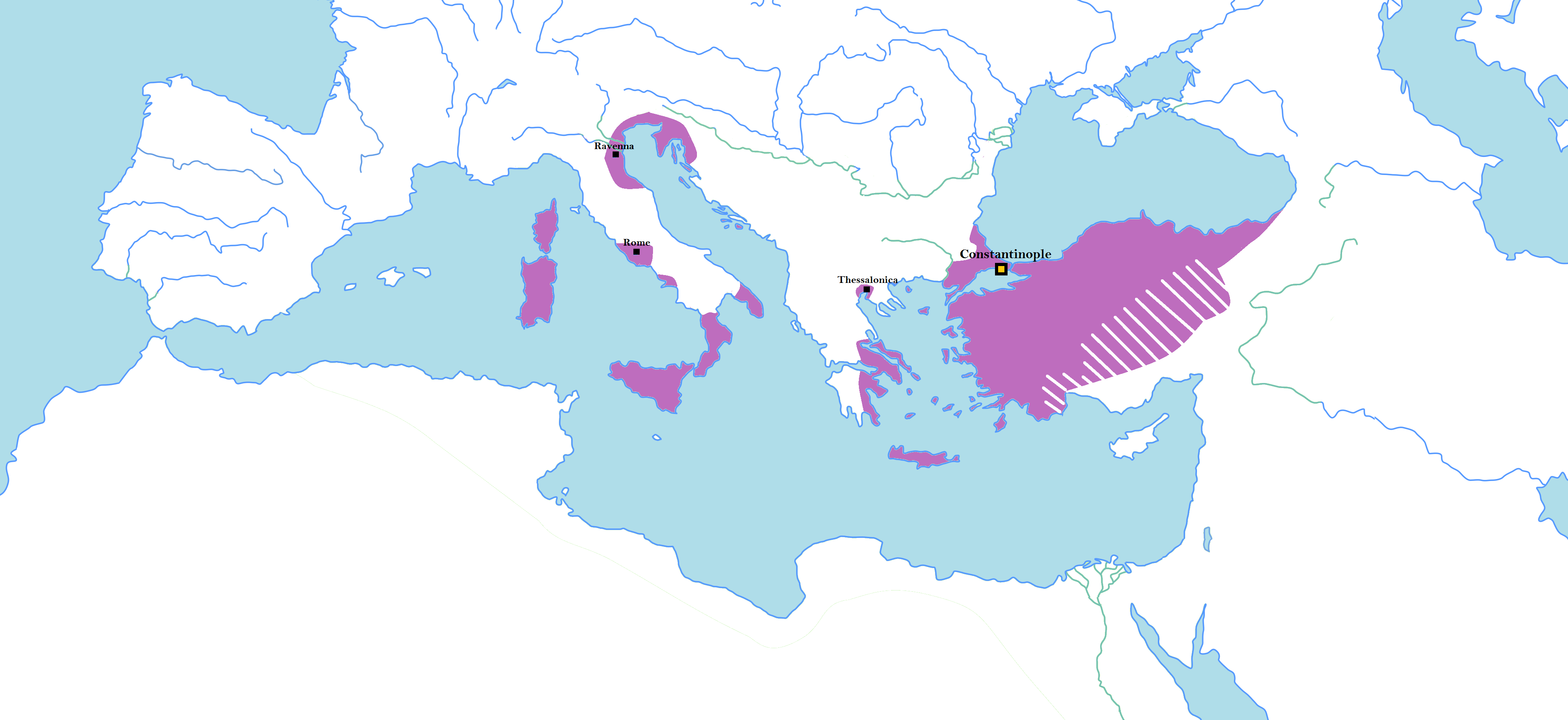
El Imperio Bizantino al final de los veinte años de anarquía en el 717 d. C. Las zona rayada fue frecuentemente invadida.

La Anarquía de los Veinte Años es un término historiográfico utilizado por algunos estudiosos modernospara el período de aguda inestabilidad interna en el Imperio bizantino marcado por la rápida sucesión de varios emperadores al trono entre la primera deposición de Justiniano II en 695 y el ascenso de León III el Isáurico al trono en 717, marcando el comienzo de la dinastía isáurica.

## Justiniano II y los usurpadores, 685-711
Justiniano II (685-695, 705-711) puso en marcha una cadena de eventos al embarcarse en un curso despótico y cada vez más violento. Su política encontró una considerable oposición, provocando finalmente una rebelión liderada por Leoncio (695-698) en 695, que lo depuso y exilió, precipitando un prolongado período de inestabilidad y anarquía, con siete emperadores en veintidós años.
Leoncio resultó igualmente impopular y fue a su vez derrocado por Tiberio III (698-705). Tiberio logró reforzar la frontera oriental y reforzó las defensas de Constantinopla, pero mientras tanto Justiniano conspiraba para hacer un regreso y después de formar una alianza con los búlgaros logró tomar Constantinopla y ejecutar a Tiberio.
Justiniano entonces continuó reinando por otros seis años (705-711). El trato que dio a Tiberio y a sus partidarios fue brutal y continuó gobernando de manera despótica y cruel. Perdió el terreno recuperado por Tiberio en el este, e impuso sus puntos de vista al Papa. Sin embargo, pronto se enfrentó a una rebelión liderada por Filípico Bardanes (711-713). Justiniano fue capturado y ejecutado al igual que su hijo y coemperador, Tiberio (706-711), extinguiendo así la línea heracliana. Justiniano había llevado el imperio bizantino aún más lejos de sus orígenes. Abolió efectivamente el papel histórico del cónsul, fusionándolo con el de emperador, fortaleciendo así la posición constitucional de los Emperadores como monarca absoluto.

## Filípico Bardanes, 711-713
La rebelión de Filípico se extendió más allá de la política a la religión, deponiendo al patriarca Ciro, restableciendo el monotelismo y derrocando el Sexto Concilio Ecuménico, que a su vez alejó al imperio de Roma. Militarmente, los búlgaros alcanzaron las murallas de Constantinopla, y el movimiento de tropas para defender la capital permitió a los árabes hacer incursiones en el este. Su reinado terminó abruptamente cuando una rebelión del ejército lo depuso y lo reemplazó por Anastasio II (713-715).

## Anastasio II, 713-715
Anastasio invirtió las políticas religiosas de su predecesor y respondió a los ataques árabes por mar y tierra, esta vez llegando hasta Galacia en 714, con cierto éxito. Sin embargo, el mismo ejército que lo había colocado en el trono (el ejército de Opsikion) se levantó contra él, proclamó un nuevo emperador y asedió Constantinopla durante seis meses, obligando finalmente a Anastasio a huir.

## Teodosio III, 715-717
Las tropas habían proclamado a Teodosio III (715-717) como el nuevo emperador, y una vez que había vencido a Anastasio se enfrentó casi inmediatamente a los preparativos árabes para el segundo asedio árabe a Constantinopla (717-718), lo que le obligó a buscar la ayuda de los búlgaros. A su vez, se enfrentó a la rebelión de otros dos thematas, Anatolikon y Armeniakon en 717, y eligió renunciar, siendo sucedido por León III (717-741) poniendo fin al ciclo de violencia e inestabilidad.
Es sorprendente que el Imperio Bizantino haya sido capaz de sobrevivir, dados sus problemas internos, la rapidez con que el Imperio Sasánida se derrumbó bajo la amenaza árabe, y el hecho de que estaba siendo amenazado simultáneamente en dos frentes. Sin embargo, la fuerza de la organización militar dentro del imperio, y las luchas entre facciones dentro del mundo árabe le permitieron hacerlo.

## Emperadores
1. Leoncio (695-698)
2. Tiberio III (698-705)
3. Justiniano II (705-711)
4. Filípico Bardanes (711-713)
5. Anastasio II Artemio (713-715)
6. Teodosio III (715-717)